# Patrick Haquet
Pour les articles homonymes, voir Haquet.
Patrick Haquet, né en 1963, est un joueur français de basket-ball. Il évoluait au poste d'ailier fort (2,04 m).

## Carrière
- 1979-1983 :  ASVEL Villeurbanne (Nationale 1)
- 1983-1986 :  JA Dijon (Nationale 2)
- 1986-1988 :  Reims Champagne Basket (N 1 B)
- 1988-1989 :  Étendard de Brest (N 1 B)
- 1989-1991 :  Berck Basket Côte d'Opale

## Palmarès
- Champion de France en 1981 avec l'ASVEL
- Finaliste de la Coupe Saporta en 1983 avec l'ASVEL